# 聚龙潭
24°43′41″N 110°28′46″E / 24.72806°N 110.47944°E
聚龙潭位于广西壮族自治区桂林市阳朔县高田镇十里画廊景区中部，321国道旁，是国家3A级景区，由黑岩和水岩两大溶洞组成，两洞连为一体，洞内穹顶最高处有25米，最宽处30米左右。
聚龙潭可兼水陆游览，洞内的钟乳石景琳琅多姿，可观见石芽、石花、钟乳、穴珠、瀑布、落水洞、地下河等。